# Crimson Skies
Crimson Skies es un videojuego simulador de vuelo arcade desarrollado por Zipper Interactive y publicado en 2000 por Microsoft Games. Aunque es un juego basado en vuelos, Crimson Skies no es un simulador de vuelo genuino, ya que el juego se basa menos en mecánica de vuelo que en acción. Según el creador de la serie Jordan Weisman, "Crimson Skies" "no se trata de simular la realidad, se trata de cumplir fantasías".
El juego se basa libremente en el juego de mesa de 1998 del mismo nombre, ambientado en una historia alternativa de la década de 1930 en la que Estados Unidos se ha fragmentado en varias soberanías más pequeñas y en la que los viajes aéreos se han convertido en el principal modo de transporte en América del Norte. El juego se centra en Nathan Zachary, un pirata aéreo aventurero que busca robar a los ricos su riqueza y poder. A lo largo de la campaña, Zachary lidera a su pandilla de piratas aéreos, los Fortune Hunters, en una búsqueda para ganar fama y riquezas.
El juego recibió críticas generalmente favorables; se destacó por su actuación de voz, jugabilidad y atmósfera de alta calidad. Sin embargo, se sabía que problemas técnicos notables plagaban el juego, el más notorio de los cuales era la tendencia a eliminar los archivos guardados del juego hasta que se lanzaba un parche. Posteriormente, el juego se transfirió a juegos de arcade en 2002.

## Jugabilidad
Crimson Skies es un cruce entre un simulador de vuelo auténtico y un juego de vuelo arcade. Aunque las mecánicas de vuelo como sustentación todavía están presentes, los aviones del juego generalmente están dominados, lo que les permite realizar maniobras acrobáticas imposibles en la realidad en circunstancias similares. Según el diseñador principal del juego, John Howard: 
No estamos tratando de construir una simulación de vuelo realista, pero al mismo tiempo, "Crimson Skies" tampoco es un juego tipo arcade de dibujos animados. Tuvimos que encontrar un término medio, donde los aviones fueran más poderosos, más receptivos y más intuitivos para volar, de modo que el jugador pudiera concentrarse en ser un héroe.
GameSpot afirmó que "el modelo de vuelo en Crimson Skies es ligero en la física y pesado en el barnstorming". De esta manera, el sitio comparó el modelo de vuelo arcade del juego con las "héroes de vuelo acrobático de la novela pulp", en la que "los pilotos temerarios realizaron hazañas increíbles (y bastante imposibles) de espectacularidad y artillería". A tal efecto, el juego presenta "zonas de peligro" seleccionadas: espacios difíciles situados en todo el entorno a través de los cuales el jugador puede volar para disuadir a los aviones que lo persiguen. Tales acrobacias también se documentan en el "álbum de recortes" del jugador, que es el registro del juego de los logros del jugador a lo largo de la campaña.
El modo de juego de Crimson Skies tiene lugar cuando el jugador controla un avión a través de los diversos entornos del juego. El juego ofrece tres cámaras durante las misiones: perspectivas en primera persona con o sin cabina visible y una vista en tercera persona. La pantalla de visualización frontal presenta instrumentación de vuelo básicos, como la brújula, el altímetro y el velocímetro, así como un indicador de daños para la aeronave del jugador. y pantallas de municiones para las armas primarias y secundarias del avión. El juego también le brinda al jugador una función conocida como "galejo", que proporciona una imagen ampliada del objetivo seleccionado e indica su rumbo actual.
El juego presenta once aviones jugables diferentes, cada uno de los cuales se puede personalizar. Para cualquier avión, el jugador puede seleccionar su fuselaje, motor, blindaje, diseño de armas y esquema de pintura, aunque la personalización está limitada por la capacidad de peso del fuselaje y, en el caso de un solo avión. campaña del jugador: el efectivo disponible del jugador. Equipar una aeronave con diferentes componentes afecta su desempeño en términos de velocidad, maniobrabilidad, resistencia y ofensa. El jugador también puede equipar los cañones y hardpoint de la aeronave con diferentes tipos de municiones y cohetes, respectivamente.
La campaña para un jugador del juego tiene tres niveles de dificultad, y abarca veinticuatro misiones. Antes del comienzo de una misión, los jugadores seleccionan el avión y la munición tanto para ellos como para sus compañeros de vuelo, aunque los comandos de los compañeros de vuelo no están disponibles durante el juego.
Además de la campaña, está disponible un modo de acción instantánea que permite al jugador jugar misiones individuales o escenarios personalizados. El modo multijugador también está disponible a través del lobby de Reverb Gaming, a través de una LAN o Internet, oa través de una conexión directa en serie. Los jugadores pueden organizar juegos o unirse a los existentes; el anfitrión selecciona las condiciones de victoria del juego y los componentes/municiones de aeronave permitidos. Los modos de juego multijugador incluyen pelea de perros, capturar la bandera y el combate Zeppelin-to-Zeppelin.

## Trama

### Ambientación
El universo Crimson Skies está ambientado en una historia alternativa del año 1937. Según la historia de fondo del juego, factores como la fuerza creciente del "Regionalista Party", la división entre estados "húmedos" y "secos", y una cuarentena provocada por un brote de influenza resultó en una cambio en el poder de federal a estado y local. Después del Crash de Wall Street de 1929, los estados comenzaron a separarse de los Estados Unidos. Se forman varios estados-nación independientes de los fracturados Estados Unidos; las hostilidades entre estas soberanías finalmente escalan hasta convertirse en una guerra abierta.
Después de la desintegración de Estados Unidos, el ferrocarril y el Sistema de autopistas interestatales de la antigua nación cayeron en desuso cuando cruzaron fronteras hostiles. En consecuencia, el avión y el dirigible se convirtieron en los principales modos de transporte en América del Norte, lo que a su vez dio lugar a la piratería aérea. Aunque milicias aéreas formadas para defenderse de los piratas aéreos, las continuas guerras de maleza entre las naciones impiden que los gobiernos establecidos repelan eficazmente la amenaza pirata.

### Personajes
El personaje del jugador es Nathan Zachary, un hombre bien conocido en el mundo del juego como un mujeriego de buena reputación y un notorio pirata aéreo. Es el líder de un grupo de piratas aéreos, los Fortune Hunters. A Zachary no le gustan los ricos y privilegiados, ya que los ve como egoístas e insensibles hacia los menos privilegiados; como resultado, Zachary y su pandilla tienen una inclinación por despojar a los ricos de su dinero e influencia. Los "artículos de piratería" de Zachary insisten en que su pandilla no debe dañar a los inocentes y que solo roban a aquellos que pueden pagar la pérdida. IGN declaró que los Fortune Hunters son "maravillosamente ambiguos [...] en el sentido moral", calificando que "siempre es genial ver héroes [...] que no son demasiado buenos para ser verdad".
Los Fortune Hunters se basan en el Zeppelin Pandora y comprenden la tripulación de la aeronave, así como seis pilotos: Nathan Zachary y su compañero de ala Jack Mulligan, "Tex" Ryder y su compañero de ala "Buck" Deere, "Big John" Washington y Betty "Brooklyn" Charles. Más tarde, se unirá a Nathan y su pandilla el Dr. Wilhelm Fassenbiender, un científico alemán y amigo de Nathan desde la Primera Guerra Mundial, así como su hija, la Dra. Ilse Fassenbiender.
Opuestos a los Fortune Hunters están los piratas y corsarios rivales, como The Black Swan, Jonathan "Genghis" Kahn y Ulysses Boothe. También luchando contra Zachary y su pandilla están empresas de seguridad privada como Blake Aviation Security y escuadrones de milicias como los Caballeros de Hollywood. Muchos de estos oponentes son viejos rivales o antiguos intereses amorosos de Nathan Zachary.

### Argumento
En Cuba, el ace pilot Nathan Zachary y su tripulación de piratas aéreos, los "Fortune Hunters", son traicionados por Lucas Miles después de su último puntaje, lo que hace que Nathan ordene a su tripulación que abra fuego. en el zepelín de Miles y aparentemente matándolo, mientras los Fortune Hunters huyen a un lugar seguro.
Más tarde, Nathan descubre un mapa del tesoro que lleva al naufragio del barco de Sir Francis Drake en las islas hawaianas, y los Fortune Hunters se dirigen allí para buscarlo. Aunque logran localizar los restos del naufragio, carecen del equipo adecuado para comenzar una operación de rescate, y también tienen roces con el grupo de piratas aéreos rivales "Medusas", que quieren el tesoro del barco para ellos, así como Las fuerzas británicas buscan colonizar Hawái. Después de defenderse de los ataques, los Fortune Hunters toman el control de una base británica en una de las islas para mejorar su aeronave, el "Pandora", con equipo de salvamento. Los Fortune Hunters luego regresan al sitio del naufragio y lo salvan con éxito, pero no antes de encontrarse y derrotar a las Medusas una vez más.
Mientras los Fortune Hunters se van de Hawái, Nathan recibe una transmisión de Ilsa Fassenbiender, la hija de su amigo de la Gran Guerra, el Dr. Wilhelm Fassenbiender; ella explica que su padre ha sido detenido por la Soviet Cheka policía secreta, que lleva a los Fortune Hunters a Pacifica. Allí, encuentran al Dr. Fassenbiender encarcelado en una aeronave soviética, que atacan los Fortune Hunters. Mientras atacan la aeronave, Nathan y su tripulación son atacados por su antiguo amor, El Cisne Negro, y su pandilla, que planeaban atacar la aeronave ellos mismos. Después de enfrentarse y derrotar a Swan y su tripulación, Nathan logra salvar a Fassenbiender. Después de esto, los Fortune Hunters van a salvar a Ilsa de Blake Aviation Security, una empresa de seguridad privada. Nathan también roba un prototipo de avión en el que estaban trabajando los Fassenbiender. Cuando el "Pandora" se queda sin combustible, Nathan sugiere asaltar un envío de suministros de combustible de un camión cisterna soviético, chocando una vez más con ellos. Poco después, Paladin Blake, director ejecutivo de Blake Aviation Security, amenaza a los Fortune Hunters con abandonar Pacifica o verse obligados a lidiar con su considerable armada. Sin embargo, los Fortune Hunters sabotean su aeronave y la destruyen, y también derrotan a Blake en una pelea de perros. Sin embargo, las actividades anteriores de los Fortune Hunters vuelven para atormentarlos cuando la aeronave soviética que atacaron antes es derribada por una misteriosa banda de piratas, los "Sombreros Negros", que tienen la intención de retener a los pasajeros para pedir un rescate. Nathan y los Fortune Hunters luego se enfrentan a los Black Hats mientras defienden un barco hospital enviado para rescatar a los sobrevivientes.
En la Nación de Hollywood, Nathan se encuentra con su viejo rival, Johnny Johnson, que ahora maneja asuntos de seguridad como presidente de Hughes Aviation. Los Fortune Hunters luego deciden ayudar a la actriz Lana Cooper, quien no está satisfecha con su contrato y desea irse. Después de que ella es rescatada en un movimiento audaz, Johnny, avergonzado, intenta salvar las apariencias mostrando el logro más reciente de Hughes Aviation: el avión más grande construido, el Spruce Goose. Nathan decide humillar aún más a Johnny haciendo que los Fortune Hunters lo roben. Después de esto, Nathan es invitado a una carrera de acrobacias para demostrar sus habilidades como piloto; Finalmente, se revela que la carrera es una trampa planeada por Johnny y Charlie Steele, el líder de los "Caballeros de Hollywood", quienes previamente intentaron evitar que los Fortune Hunters rescataran a Lana y robaran el Spruce Goose. Los líderes de pandillas piratas rivales Jonathan Kahn y Bill Redman también se unen a la lucha, pero Nathan logra tomar la delantera con la ayuda de The Black Swan y Loyle Crawford, líder de los "Broadway Bombers". Nathan se da cuenta de que la trampa estaba destinada a alejarlo del "Pandora" para darle a las fuerzas de Johnny una oportunidad para atacarlo, y rápidamente moviliza a los Fortune Hunters para defender su aeronave. Aunque salen victoriosos, el "Pandora" sufre graves daños por la pelea, y los Fortune Hunters deciden requisar un dirigible de carga custodiado por Blake Aviation Security para remolcar el "Pandora" a un lugar seguro.
A medida que avanzan hacia un lugar seguro, Nathan y las tripulaciones del Cisne Negro son secuestrados y trabajan juntos para recuperarlos. Los Black Hats también los molestan, y Nathan va a luchar contra su aparente líder Ace Dixon, al mismo tiempo que se involucra con la nueva empresa de seguridad Sacred Trust Incorporated, que está ayudando a los Black Hats. Después de que Nathan salva al mecánico de los Fortune Hunters, Sparks, explica que los Black Hats secuestraron a la tripulación, y Nathan va a enfrentarse a Ulysses Boothe, el líder real de los Black Hats. Nathan derrota a Boothe y lo usa como rehén a cambio de la ubicación de la tripulación. Nathan y Black Swan luego se enteran de que sus tripulaciones están retenidas en una aeronave que está preparada para explotar. Aunque los Black Hats intentan traicionarlos, Nathan logra rescatar a las tripulaciones y al "Pandora". Sin embargo, el Cisne Negro es derribado y capturado en el proceso. Finalmente, los Fortune Hunters atacan la mansión Black Hat como venganza y también logran rescatar al Black Swan. Nathan también descubre por qué Sacred Trust Incorporated y los Black Hats colaboran entre sí: planean conquistar la América dividida. Luego, Nathan decide pedirle ayuda a Blake, y se gana su confianza ayudándolo a defenderse de un ataque de Black Hat.
Nathan y Blake se dirigen a Nueva York, donde intentan tratar personalmente con Sacred Trust. Nathan luego sabotea una de las operaciones ilegales de los Black Hats, destruyendo un carguero Alemán y un almacén que contiene el botín robado. Más tarde, los Fortune Hunters se enteran de que un contador de Sacred Trust tiene evidencia de que los piratas Black Hat y los espías alemanes trabajan juntos, e intenta huir del país, pero es atacado por los Black Hats mientras está en tránsito. Nathan salva al contador y lo lleva a la policía por seguridad. Actuando sobre la información del contador, los Fortune Hunters sabotean los intentos de Sacred Trust de devolver su botín a Alemania a través de tres zepelines de carga; eventualmente logran detener a Sacred Trust. Los Fortune Hunters pronto descubren que el verdadero autor intelectual es Miles, quien logró sobrevivir al accidente de Zeppelin antes. Luego desafía a los Fortune Hunters a una última confrontación, pero finalmente es derrotado por los esfuerzos combinados de los Fortune Hunters y Black Swan. Nathan luego persigue a Lucas, quien ha tomado a Lana como rehén, pero ella logra escapar de su avión, lo que le permite a Nathan derribar a Lucas.
A Nathan se le ofrece ser miembro de Blake Aviation, pero lo rechaza, para gran indignación de Blake. Luego, Nathan planea con el Cisne Negro buscar un tesoro en América del Sur, mientras sus aeronaves vuelan hacia el atardecer.

## Desarrollo
Jordan Weisman, creador de la serie y director creativo de Crimson Skies, ha dicho sobre el juego: "Nuestro objetivo es darle al jugador el tipo de papel de Errol Flynn en una década de 1930. , la gran película de aventuras de piratas del aire de 1940". Según Weisman, la inspiración para el juego se produjo después de haber realizado una investigación sobre los primeros años de la aviación; deseaba crear un juego sobre la época. A Weisman y Dave McCoy se les ocurrió el concepto de "combinar las fantasías clásicas de pilotos y piratas". Luego crearon la historia de fondo de la serie al proponer cambios en la historia de los Estados Unidos que permitirían el aumento de la piratería aérea.
El desarrollo del juego comenzó originalmente para Virtual World Entertainment, y se cambió a un juego de PC con el nombre "Corsairs!"". Sin embargo, este proyecto original fue archivado, lo que llevó a Weisman y otros a crear el juego de mesa Crimson Skies. Cuando FASA más tarde se convirtió en parte de Microsoft, Weisman tuvo la oportunidad de trabajar en un nuevo proyecto; su elección fue reiniciar la producción del juego para PC Crimson Skies.
La versión prototipo del juego tenía la intención de tener más elementos del juego de mesa de 1998 del mismo nombre, con aviones adicionales como Raven y Avenger, un nivel de gran cañón y requisar a tus compañeros. Sin embargo, el desarrollador decidió desechar algunos de los elementos del juego de mesa. Con la intención de ser lanzado en el verano de 2000, pero retrasado hasta el 18 de septiembre del mismo año, el lanzamiento del juego se envió con numerosos problemas técnicos, uno de los más notorios fue la tendencia a eliminar los archivos guardados del juego del jugador. Poco después del lanzamiento del juego, Microsoft lanzó Crimson Skies Update versión 1.01, un parche diseñado específicamente para solucionar este problema. Más tarde, Microsoft lanzó la versión de actualización 1.02 para abordar otros problemas, incluida la estabilidad del juego multijugador y los tiempos de carga de la misión.
Los controladores recientes de ATI y Nvidia no son compatibles con este juego. Como tal, solo era posible reproducirlo en el modo de representación de software. Varios fanáticos intentaron identificar y encontrar las causas de este problema, reuniéndose luego en los foros de Nvidia, y pedirle a Nvidia una solución. Nvidia no mostró disponibilidad para esto. La base de fanáticos probó varios caminos para encontrar una solución, que culminó en preguntarle al conocido modificador de gráficos del juego, Timeslip, si podía idear una solución.
El parche no oficial está disponible en la página de inicio de Timeslip, soluciona el problema con los controladores gráficos actuales y mejora el juego en algunos aspectos, como permitir resoluciones más altas.

## Recepción
La versión para PC recibió críticas "favorables" según el sitio web review aggregation Metacritic. Bruce Geryk de GameSpot dijo que "Crimson Skies hace un excelente trabajo al tomar los elementos de las simulaciones de vuelo que tienen un gran atractivo (los disparos y el vuelo elegante) y embellecerlos con un gran ambiente y una buena historia". Steve Butts de IGN llamó al juego "muy ingenioso, muy divertido y ridículamente adictivo"; posteriormente, el sitio web clasificó el juego en el puesto 65 y 75 respectivamente en sus listas de 2003 y 2005 de los "100 mejores juegos de todos los tiempos".
Butts elogió el modelo de física de estilo arcade del juego en las primeras impresiones de IGN, afirmando que hizo que el juego fuera "emocionante e inmediato". Geryk también elogió el modelo de vuelo arcade, afirmando que encajaba con la configuración de pulp fiction del juego y permitía vuelos de acrobacias elaborados y peleas de perros de ritmo rápido. Otros aspectos recibidos positivamente del juego incluyen el "álbum de recortes" del juego. y características de personalización de aeronaves.
Las imágenes del juego fueron generalmente bien recibidas, al igual que su audio. Los críticos tomaron nota en particular del talento de la voz del juego, que se describió como uno de los mejores encontrados en los juegos de computadora hasta ese momento. El universo de Crimson Skies también fue bien recibido por los críticos, quienes lo encontraron muy original y lo describieron como una "historia alternativa que es rara por ser a la vez convincente y creíble". Los críticos también elogiaron la forma en que estos elementos (actuación de voz, banda sonora, estilo gráfico e historia) se combinaron para contribuir a la atmósfera de ficción pulp de la década de 1930 del juego.
La campaña para un jugador en Crimson Skies fue criticada por su linealidad general, y Geryk descubrió que múltiples partidas de una misión se volverían "aburridas". El juego fue muy criticado por sus numerosos y notables problemas técnicos, que incluyen velocidad de fotogramas, textura faltante, error s, ralentización durante las pantallas de menú, wingman defectuoso IA, largos tiempos de carga para los niveles del juego y la falta de fiabilidad de los archivos guardados del juego.
Butts comentó que "hay algunos problemas serios con el juego que deben abordarse [...] para ayudar al juego a desarrollar su increíble potencial". Según Geryk: "Desafortunadamente, el juego es [...] un recordatorio de cuán fácilmente los problemas técnicos pueden derrotar a un diseño prometedor". Edge declaró que el juego se ve directamente afectado por estos problemas, ya que los tiempos de carga prolongados obligan a los jugadores a "jugar de forma segura" y evitar las "acrobacias improbables que deberían ser la firma de [la ] juego"; la revisión concluye como "una vergüenza, porque en su variedad de misiones y estilo puro, el apuesto Crimson Skies casi te roba el corazón". Chris Kramer de NextGen, sin embargo, lo llamó "un soplo de aire fresco: divertido, fantástico y diferente".
Mark Asher, de CNET Gamecenter, señaló que el juego no tuvo éxito comercial. Se considera un "favorito de culto" o un "éxito de culto", generalmente popular solo dentro de un "seguimiento de culto" limitado.
El personal de Computer Games Magazine nominó la versión para PC para su premio "Simulación de ciencia ficción del año" de 2000, cuyo ganador aún se desconoce. Fue finalista de los premios "Juego de acción/aventura para PC del año" e "Innovación informática" de la Academy of Interactive Arts & Sciences' 2000, ambos otorgados a Deus Ex. También fue nominado a los premios "Mejor historia" y "Simulación de ciencia ficción del año" en los premios Best and Worst of 2000 Awards de "GameSpot", ambos otorgados a "The Longest Journey y MechWarrior 4: Vengeance; y por el premio de Acción en 2001 Premier Awards de Computer Gaming World, que fue para The Operative: No One Lives Forever. Ganó el premio por "Sonido" en Best of 2000 Awards de GameSpy.